# MRPS21
MRPS21 (англ. Mitochondrial ribosomal protein S21) – білок, який кодується однойменним геном, розташованим у людей на короткому плечі 1-ї хромосоми.  Довжина поліпептидного ланцюга білка становить 87 амінокислот, а молекулярна маса — 10 742.
| 10         |  | 20         |  | 30         |  | 40         |  | 50         |
| ---------- |  | ---------- |  | ---------- |  | ---------- |  | ---------- |
| MAKHLKFIAR |  | TVMVQEGNVE |  | SAYRTLNRIL |  | TMDGLIEDIK |  | HRRYYEKPCR |
| RRQRESYERC |  | RRIYNMEMAR |  | KINFLMRKNR |  | ADPWQGC    |  |            |

A: Аланін

C: Цистеїн

D: Аспарагінова кислота

E: Глутамінова кислота

F: Фенілаланін

G: Гліцин

H: Гістидин

I: Ізолейцин

K: Лізин

L: Лейцин

M: Метіонін

N: Аспарагін

P: Пролін

Q: Глутамін

R: Аргінін

S: Серин

T: Треонін

V: Валін

W: Триптофан

Кодований геном білок за функціями належить до рибонуклеопротеїнів, рибосомних білків. 
Задіяний у такому біологічному процесі як поліморфізм. 
Локалізований у мітохондрії.